# Prinsepia jednokwiatowa
Prinsepia jednokwiatowa, prinsepia chińska (Prinsepia uniflora Bat.) – gatunek rośliny z rodziny różowatych. Pochodzi z Chin. Jest w niektórych krajach uprawiana jako roślina ozdobna. W Polsce znajduje się w kolekcji niektórych ogrodów botanicznych, jako roślina ozdobna uprawiana jest niemal nieznana.

## Morfologia
Krzew o szerokim pokroju i wysokości do 1,5 m. Ma długie i cienkie pędy z pojedynczymi, szerokojajowatymi liśćmi o ostrozakończonych wierzchołkach, skrętolegle wyrastające na pędach na krótkich ogonkach. Na pędach występują ciernie. Kwiaty białe, drobne (o średnicy 5 mm), liczne, wyrastające na krótkich szypułkach. Owocem jest czerwony, kulisty pestkowiec o średnicy ok. 12 mm, poodobny do owocu wiśni i o smaku wiśni. Krzew owocuje tak obficie, że pod ciężarem owoców zginają się i przewieszają jego pędy.

## Uprawa
Roślina całkowicie mrozoodporna. Według badań Akademii Rolniczej w Poznaniu rozwój tego gatunku jest zsynchronizowany z porami fenologicznymi w Polsce, wiosenne przymrozki nie uszkodziły jego pąków kwiatowych i gatunek ten może z powodzeniem być u nas uprawiany. Dzięki efektownym przebarwieniom liści jest ozdobny i nadaje się do miejskich terenów zieleni i parków jako soliter, może też być uprawiany w niewielkich grupach. Wymaga stanowiska słonecznego, nie ma natomiast specjalnych wymagań co do gleby. Jest też odporna na choroby i szkodniki.

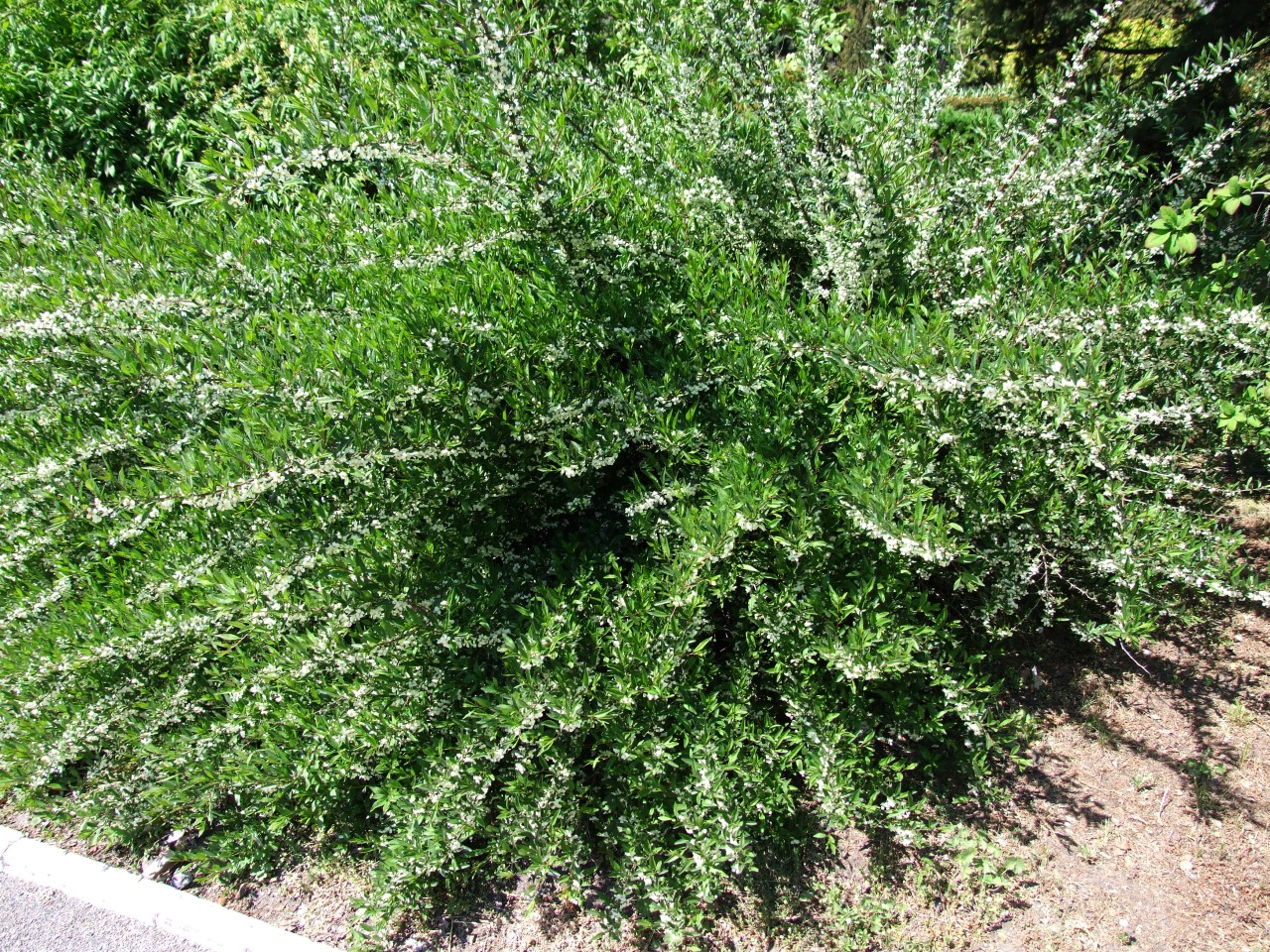
Pokrój